# Rina Wassiljewna Seljonaja
Rina Seljonaja (russisch Рина Зелёная, richtiger Name Jekaterina Wassiljewna Seljonaja/Екатерина Васильевна Зелёная; * 25. Oktoberjul. / 7. November 1901greg. in Taschkent, Russisches Reich; † 1. April 1991, Moskau, Sowjetunion) war eine sowjetische Theater- und Filmschauspielerin.

## Leben
Im Jahre 1919 absolvierte Seljonaja die Moskauer Höhere Theaterschule. Seit 1921 spielte sie an den Theatern „Balagantschik“ (Bretterbüdchen) in Petrograd, „Krot“ (Maulwurf) in Odessa und „Ne Rydai“ (Heul nicht) in Moskau. Im Jahre 1924 kommt sie in den Moskauer Teatr Satiry (Theater der Satire). In 1928 wechselt sie zum Teatr obosreni (Theater der Rundschauen). In den 1930ern trat sie mit Kindererzählungen auf und arbeitete fürs Radio.
Während des Großen Vaterländischen Krieges reiste die dunkelhaarige Mimin mit Schauspielerbrigaden an die Front, wofür sie 1944 mit dem Roter-Stern-Orden ausgezeichnet wurde. Außerdem war Seljonaja Trägerin der Titel Verdiente Künstlerin der RSFSR (1945) und Volkskünstlerin der RSFSR (1970).
Ihr Künstlername „Rina“ entstand, als der volle Name „Jekaterina Seljonaja“ nicht auf ein Plakat passte.
Rina Seljonaja war immer skeptisch, was Auszeichnungen anging. Sie sagte immer „Wenn ich eine Auszeichnung kriege, dann 40 Minuten vor meinem Tod.“ So ähnlich kam es tatsächlich: Am 1. April 1991 beschloss das Präsidium des Obersten Sowjets die Auszeichnung von Rina Seljonaja als Volkskünstlerin der UdSSR, wenige Stunden später verstarb die Schauspielerin jedoch.
Beerdigt ist sie neben ihrem Ehemann, dem Architekturakademiker Konstantin Topuridse, auf dem Wwedenskoje-Friedhof in Moskau.

## Filmografie (Auswahl)
- 1931: Der Weg ins Leben (Putjowka w schisn)
- 1940: Das Findelkind (Подкидыш)
- 1956: Dragozenny podarok
- 1964: Das Märchen von der verlorenen Zeit (Сказка о потерянном времени)
- 1965: Operation „Y“ und andere Abenteuer Schuriks (Операция „Ы“ и другие приключения Шурика)
- 1966: Tibul besiegt die Dickwänste (Три толстяка)
- 1970: Die Abenteuer des gelben Köfferchens (Приключения жёлтого чемоданчика)
- 1975: Die Abenteuer des Buratino (Приключения Буратино)
- 1979: Sherlock Holmes und Dr. Watson (Шерлок Холмс и доктор Ватсон)
- 1980: Die Abenteuer von Sherlock Holmes und Dr. Watson (Приключения Шерлока Холмса и доктора Ватсона)
- 1981: Der Hund der Baskervilles (Приключения Шерлока Холмса и доктора Ватсона: Собака Баскервилей)
- 1981: Das Geheimnis des Dritten Planeten (Stimme)
- 1983: Der Schatz der Agra (Приключения Шерлока Холмса и доктора Ватсона: Сокровища Агры)
- 1986: Sherlock Holmes im 20. Jahrhundert (Приключения Шерлока Холмса и доктора Ватсона: ХХ век начинается)